# Monte Alegre do Sul
Monte Alegre do Sul est une municipalité brésilienne dans l'État de São Paulo. C'est une des neuf municipalités qui constuituent le Circuit des Eaux Paulista. Elle se situe à une latitude de 22° 40′ 55″ sud et à une longitude de 46° 40′ 51″ ouest, étant à une altitude de 750 mètres. Sa population en 2014 était de 7 665 habitants. Elle a une surface 110,9 km2.

## Histoire[3]
L'occupation de la région commença aux environs de 1873, sur les berges do rio Camanducaia, avec l'arrivée de quelques familles venant de Amparo et Bragança Paulista Ils étaient attirés par la qualité des eaux de la rivière et par la fertilité du sol. À cette époque, par l'initiative de Teodoro de Assis, on construisit la chapelle du "Senhor Bom Jesus" sur un terrain donné par Lourenço de Godoy. Les premières maisons furent construites autour de la chapelle par capitaine José Inácio Teixeira. Au cours des années, le peuplement fut appelé "Bairro da Capelinha" (Quartier de la Petite Chapelle) et, plus tard, comme "Bairro dos Farias"(Quartier des sorcières).
Le 5 mars 1887, par la loi provinciale no 15, le peuplement fut élevé à la condition de district de la municipalité d'Amparo sous le nom de Bom Jesus de Monte Alegre, en hommage au patron et à la topógraphie de la région. À cette époque, beaucoup de progrès ont été implantés comme un sous-commissariat de police, une école municipale, une agence postale , etc.
En 1909, on inaugura à Monte Alegre une gare de la "Companhia Mogiana de Estradas de Ferro" (Compagnie de Chemin de Fer de la région de Mogi), favorisant un plus grand développement de la région et attrayant de nouveaux habitants. Plus tard on installa les services de lumière électrique et de téléphone.Le 30 novembre 1944, vu qu'il y avait des localités du même nom, le district de Monte Alegre devint Ibiti (Décret-loi d'état no  14334), le 24 novembre 1948 par la loi d'état no  233, le district fut élevé à la catégorie de municipalité sous le nom de Monte Alegre do Sul (Mont joyeux du Sud), démembré d'Amparo. L'installation de la municipalité eut lieu le 31 janvier 1949.
En 1964, Monte Alegre do Sul fut élevé à la qualité de Station Hydrominérale, vu la qualité de ses eaux. Ce titre fut depuis modifié en Station touristique. Le 28 février 1964, par la loi d'état no 8092, fut créé le district de Mostardas .

## Station hydrominérale
Monte Alegre do Sul est une des 11 municipalités paulistes considérées comme Stations Hydrominérales parce qu'elles remplissent les prérequis définis par la loi de l'État de São Paulo. Ce statut garantit à des municipalités une plus grande subvention de la part de l'État pour la promotion du tourisme régional. Aussi, la municipalité gagne de joindre à son nom le titre de Station Hydrominérale

## Carnaval
La cité a la bonne réputation de fournir une grande fête aux fêtards qui y habitent ou qui la visitent. Cette fête fait partie du folklore de la cité qui s'y prépare durant des mois. Cette époque de carnaval fournit une grande rotativité économique aux commerçants. Durant les quatre nuits de fête, des blocs carnavalesques et des atractions défilent dans les rues de la cité.

## Politique
- Maire: Edson Rodrigo de Oliveira Cunha (DEM) (2017/2020)
- Vice-Maire: Maria Elida Aparecida de Godoy Panegassi
- President de la chambre municipale: João Luiz de Souza Junior (2018)

## Geographie
- Limites:
  - Nord: Serra Negra;
  - Sud: Tuiuti et Pinhalzinho;
  - Est: Amparo;Ouest: Socorro.
  - Surface: 111,19 km2
- Altitude: 750 m
- Coordonnees:
  - Latitude: 22° 40′ 55″ sud
  - Longitude: 46° 40′ 51″ ouest
- Distances:
  - São Paulo - 130 km.
  - Rio de Janeiro - 460 km

La municipalité est constituée de deux districts: Monte Alegre do Sul et Mostardas

## Démographie
- Données du recensement de 2000
  - Population Totale : 6 321
  - Urbaine : 3 282
  - Rurale : 3 039
  - Hommes : 3 218
  - Femmes : 3 103
- Densité démographique (hab./km2) : 57,00
- Mortalité infantile jusqu'à 1 an (pour mille) : 10,43
- Espérance de vie (années) : 74,42
- Taux de fécondité(enfants par femme) : 1,90
- Taxa d'alphabétisation : 90,93 %
- Indice de développement humain (IDH-M) : 0,795 (2010)

## Routes
SP-360

## Religion
Le christianisme est présent dans la ville comme suit:

### Église Catholique
La municipalité appartient au Diocèse de Amparo. Il possède l'unique sanctuaire (Santuaire du Senhor Bom Jesus) de la région du Circuit des Eaux Pauliste.

### Église Protestante
Les croyances évangéliques les plus diverses sont présentes dans la ville, principalement pentecôtistes, notamment les Assemblées de Dieu brésiliennes (la plus grande église évangélique du pays),, Congrégation Chrétienne au Brésil, entre autres. Ces dénominations se développent de plus en plus dans tout le Brésil.

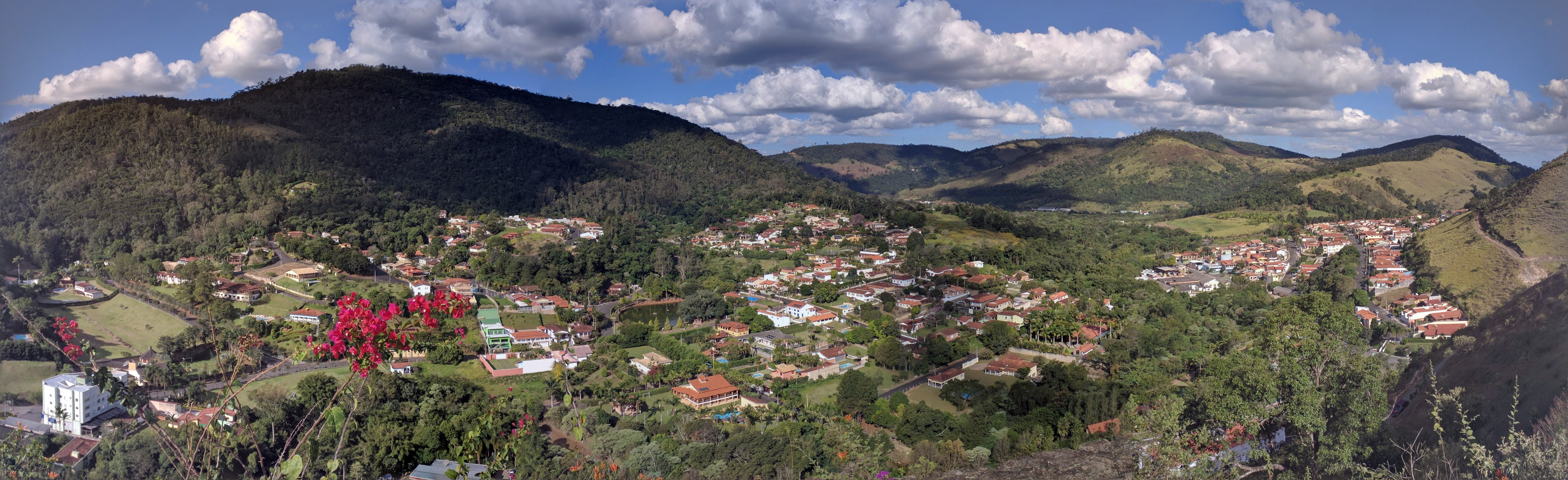
Vision panoramique du Belvédère do Christ Redenteur.